# Sternopygus macrurus
Sternopygus macrurus es una especie de pez de agua dulce del género Sternopygus de la familia Sternopygidae. Se distribuye en ambientes acuáticos de Sudamérica cálida, y es denominada comúnmente cuchilla, banderola, bío del río, etc. Posee algo de importancia comercial en acuariología.

## Taxonomía
Esta especie fue descrita originalmente en el año 1801 por los ictiólogos alemanes Marcus Elieser Bloch y Johann Gottlob Schneider bajo el término científico de Gymnotus macrurus.
Etimología
Etimológicamente el nombre genérico Sternopygus se construye con dos palabras del idioma griego, en donde sterno que significa 'esternón' y pyge que es 'cola'.

## Morfología
Su largo total alcanza en el macho 141 cm. Posee su cuerpo la forma de un cuchillo comprimido; no presenta ni aletas pélvicas ni dorsal, siendo la aleta anal extremadamente larga y ondulante para permitirle moverse tanto hacia delante como hacia atrás. También posee un órgano eléctrico que genera descargas eléctricas.

## Distribución
Esta especie se distribuye en las grandes cuencas sudamericanas: la del Amazonas, la del Orinoco, y la del Plata, además de la cuenca del río Magdalena, la del São Francisco, así como también en drenajes atlánticos del este del Brasil. Cuentan con poblaciones las Guayanas, Venezuela, Colombia, Ecuador, Perú, Bolivia, Brasil, Paraguay, Uruguay y la Argentina, llegando por el sur hasta el delta del Paraná.

## Costumbres
Habita en pantanos, arroyos y ríos de aguas lénticas. Se alimenta de pequeños invertebrados, particularmente de las larvas de insectos acuáticos. Se reproduce justo antes del inicio de la temporada de lluvias o durante la misma. Puede producir 6473 huevos. Los machos persistentemente defienden un territorio y buscan una pareja reproductora haciendo señales eléctricas a las hembras que pasan. Las hembras maduras poseen frecuencias más altas que los machos maduros. Durante la época de reproducción los andrógenos plasmáticos modulan la frecuencia EOD. 4 días después de la fecundación, los embriones eclosionan, comenzando a alimentarse exógenamente recién en el día 11, momento en el cual el órgano eléctrico y los electrorreceptores ya están presentes. Según experimentos de reproducción en cautiverio, alcanza la madurez sexual a partir de 1 año de edad, cuando alcanzan 20 a 30 cm de largo total.